# Arba
Arba est une commune de la province de Pordenone, dans la région autonome du Frioul-Vénétie Julienne, en Italie.

## Administration
| Période                                  | Période  | Identité         | Étiquette | Qualité               |
| ---------------------------------------- | -------- | ---------------- | --------- | --------------------- |
| 14 juin 2004                             |          | Elvezio Toffolo  |           | Réélu le 8 juin 2009. |
| 26 mai 2014                              | En cours | Antonio Ferrarin |           |                       |
| Les données manquantes sont à compléter. |          |                  |           |                       |

### Communes limitrophes
Cavasso Nuovo, Fanna, Maniago, Sequals, Spilimbergo, Vivaro.